# Samuel ha-Leví (polític)
|  | Aquest article tracta sobre el diplomàtic. Vegeu-ne altres significats a «Samuel ha-Leví». |

Samuel ha Leví (Úbeda, vers 1300 - Sevilla, 1361) va ser un important personatge de la cort de Pere I de Castella. Va exercir com a diplomàtic i tresorer real (almojarife). Jueu nascut a Úbeda de bona família, gràcies a la seva privilegiada posició, va fer edificar la Sinagoga de Samuel ha Leví a Toledo, més coneguda com a Sinagoga del Tránsito, quan la construcció de sinagogues estava prohibida.
Pere I el Cruel el va empresonar el 1360 acusat de desfalc. Samuel ha-Leví va morir a la presó un any més tard, per les tortures i les pèssimes condicions de vida, abans d'aconseguir el perdó real.